# Saint Thomas Aquinas College
Il Saint Thomas Aquinas College (STAC) è un'università privata di indirizzo cattolico con sede a Sparkill, nello stato americano dello stato di New York.
Fu fondato nel 1952 dalle domenicane della Congregazione di Nostra Signora del Santo Rosario per la formazione delle religiose che si preparavano all'insegnamento.